# Tom Clancy's Ghost Recon: Desert Siege
Tom Clancy's Ghost Recon: Desert Siege es un videojuego de disparos táctico desarrollado por Ubisoft Red Storm y distribuido por Ubisoft para Microsoft Windows y PlayStation 2. Es la primera expansión del videojuego Tom Clancy's Ghost Recon.

## Sistema de Juego
La jugabilidad de Desert Siege es similar a la de Tom Clancy's Ghost Recon. El jugador continua controlando a un número limitado de integrantes en tres escuadrones diferentes. Las clases Fusileros, Soldados de Apoyo, Expertos en Demoliciones o Francotiradores están presentes en el juego. En este contenido, hay disponibles nuevas armas en el arsenal y la Inteligencia Artificial enemiga ha sido mejorada

## Sinopsis
Un año después de los acontecimientos de Tom Clancy's Ghost Recon, los "Ghosts" son enviados al continente africano para detener a Testafaye Wolde, un coronel del ejército que pretender derrocar al gobierno de Etiopía mientras este se encuentra en conflicto con Eritrea.

## Recepción
Tom Clancy's Ghost Recon: Desert Siege ha recibido críticas muy positivas. Metacritic le dio una puntuación de 82/100.